# Matt Keeslar
Matt Keeslar es un actor estadounidense de teatro, cine y televisión. Nació el 15 de octubre de 1972 en Grand Rapids, Míchigan, siendo sus padres Fred Keeslar y Ann Ferguson.  Tiene un hermano menor, Nathan Keeslar, nacido en 1975.

## Biografía
Keeslar cursó estudios secundarios en Adrian High School, graduándose en 1991. Posteriormente, estudió actuación en la afamada academia Juilliard School, en Nueva York, reconocida como uno de los conservatorios de artes escénicas más prestigiosos del mundo.
Se ha desempeñado tanto en comedia como en drama, trabajando en producciones teatrales y de importantes estudios de cine o cadenas de televisión, pero también ha actuado en varias producciones independientes.

### Su familia
En mayo de 2005, Matt Keeslar contrajo matrimonio con Lori Henriques.

## Desarrollo de su carrera

### Sus comienzos en cine, teatro y televisión
1993 significaría el comienzo de su carrera como actor profesional al obtener el papel de un empleado de la cadena NBC en la película Quiz Show, bajo la dirección de Robert Redford. Su debut en la pantalla grande llegaría en junio de 1994, pero curiosamente sería con su segunda película, Renaissance Man, protagonizada por Danny DeVito, donde Keeslar interpretaba a un policía militar. Esto sucedió así porque Quiz Show fue estrenada recién en septiembre. Ese mismo año también encarnaría a Percival Singer, hijo del personaje de Susan Sarandon en Safe Passage.
Su primer papel protagónico le llegaría un año después, en 1995, con el film The Run Of The Country. En él interpretaba a un joven irlandés a quien una tortuosa relación con su padre y la reciente muerte de su madre lo llevan a marcharse de casa, adentrándose en la campiña irlandesa, enamorándose de una chica y teniendo luego que volver a enfrentar a su padre y encarar una reconciliación con él. También ese año sería su debut televisivo, representando al joven cobrador de A Streetcar Named Desire, protagonizada por Jessica Lange y Alec Baldwin.
En 1996 debutaría en teatro en Nueva York, en la obra Fit To Be Tied, de Nicky Silver, donde sería el apuesto ángel navideño del Radio City Music Hall que terminaría inmiscuido en un triángulo con un hombre solitario y neurótico y su madre. También tendría su primer protagónico en televisión en A Brother's Promise: The Dan Jansen Story, representando a Dan Jansen, basada en la vida real de este patinador, cargada de sufrimientos por la muerte de su hermana y de gloria al ganar la medalla de oro en los Juegos Olímpicos de 1994.

### 1996-1999
En 1996 fue un mecánico aprendiz de actor, uno de los personajes protagónicos del film Waiting For Guffman, una comedia sobre los avatares de la realización de una representación comunitaria en una pequeña localidad que cumplía 150 años. En 1997 fue Waldo Magoo, el simpático sobrino del entrañable Quincy Magoo (Leslie Nielsen) en Mr. Magoo, producida por Walt Disney Pictures. En 1998 interpretaría a una carismática estrella de una comedia televisiva en Sour Grapes, cuya vida real termina siendo una tragedia por la mala praxis del médico interpretado por Steven Weber. Mejor suerte tuvo su personaje del film The Last Days Of Disco, donde Keeslar fue uno de los protagonistas interpretando a un joven abogado con un pasado de maníaco-depresivo y un futuro de verdadero amor.
Ese año también destacaría su participación en la miniserie Thanks Of A Grateful Nation como un soldado que de patriota terminaría convirtiéndose en un cínico desilusionado, con afecciones respiratorias y digestivas como resultado de su servicio en la Guerra del Golfo Pérsico. Además, participó de la exitosa serie Law & Order en el capítulo Venom, protagonizando el dramático papel de un joven que había sido abusado sexualmente por su madre desde su adolescencia.
1998 fue también el año en que Keeslar volvió a las tablas, encarnando a un tutor en la obra Arcadia, de Tom Stoppard y a un "vaquero" de Jersey en la representación Off-Broadway de la comedia romántica de Laura Cahill, Mercy.
En 1999 fue uno de los protagonistas del trío amoroso de Splendor, de Gregg Araki. En Durango volvió a interpretar a un chico irlandés, esta vez, tratando de llevar el ganado hasta un punto lejano para poder obtener un mejor precio y así poder casarse con la chica de sus sueños. También fue entonces que debutó como guionista, ya que coprotagonizó y coescribió el guion de The Reel junto a Christopher Jaymes.

### 2000-presente
En 2000 fue protagonista junto a Dan Futterman de Urbania, una premiada adaptación cinematográfica de la obra teatral Urban Folk Tales de Daniel Reitz, dirigida por Jon Shear. Keeslar interpretó a Chris, un joven gay que es asaltado brutalmente junto a Charlie, su pareja, por un grupo de homófobos. Charlie luego busca venganza y paz interior, mientras se da cuenta de que la historia de ellos podría terminar convirtiéndose en una leyenda urbana más.
Ese mismo año integraría el elenco de Scream 3 como Tom Prinze, el actor que personificaría a Dewey en la película Stab 3: Return To Woodsboro. Esta es una de sus actuaciones más recordadas y difundidas por todo el mundo, debido al enorme éxito de la película, cerradora de una trilogía de terror y suspenso que revitalizó el género y agotó taquillas por doquier.
Sobre el final del año se estrenaría la también exitosa miniserie Dune, basada en la primera novela de la saga de Frank Herbert y transmitida por Sci-Fi Channel. Protagonizada por un conjunto de actores estadounidenses y europeos, con William Hurt y Alec Newman a la cabeza, Keeslar personificó al sensual y seductor (pero también mortífero) Feyd-Rautha.
En 2001 se estrenó Texas Rangers, donde trabajaría junto a James Van Der Beek, quien fuera el protagonista de la popular serie Dawson's Creek. De vuelta a la televisión y a las miniseries, en 2002 protagonizó Rose Red junto a Nancy Travis (entre otros), una producción especialmente escrita para la pantalla chica por el afamado Stephen King. Allí sería Steve, el último de los Rimbauer, quien volvería a la casa embrujada de su familia junto a su novia (Travis) y un grupo de psíquicos para enfrentarse con los fantasmas que la habitaban. También volvería a actuar en un papel relacionado con la Guerra del Golfo Pérsico en la película de televisión Live From Baghdad, protagonizada por Michael Keaton.
En 2003 tuvo una participación estelar en un capítulo titulado Dressed de la sitcom Coupling, conocida también internacionalmente como Coupling U.S. por tratarse de una versión estadounidense de una exitosa serie británica del mismo nombre. Justamente esto fue lo que signó su mala suerte: la serie original estaba muy fresca en el público y las comparaciones fueron inevitables. Los directivos de la cadena NBC (que emitía la serie) decidieron cortarla tras el cuarto capítulo (había seis más ya grabados). El episodio donde Keeslar interpretaba a Bill, "el hombre de sus sueños" según Jane (Lindsay Price), sería en principio emitido internacionalmente pero no en Estados Unidos.
En 2004 protagonizaría Jekyll, una nueva versión y variación de la famosa historia del Dr. Jekyll y Mr. Hyde. Sin embargo, esta producción afrontó complicaciones que hicieron de su estreno en cine algo incierto. Su estreno en DVD ha sido finalmente anunciado para diciembre de 2007.
En 2005 su participación en la serie policial The Inside sufriría una suerte similar a la de Coupling U.S.. El capítulo The Perfect Couple, que grabara junto a las actuaciones especiales de Amber Benson y Steve Sandvoss, tampoco vería la luz originalmente en su país (sí en el exterior) al ser cancelada la emisión de la serie unos capítulos antes por los directivos de la cadena Fox. En este episodio, una serie de atroces asesinatos a mujeres lleva a los investigadores hasta un club nocturno. Allí aparecerán un cantinero (Sandvoss), el personaje de Keeslar (Roddy Davis, un otrora famoso actor de sitcoms de principios los '90) y su esposa (Benson).
Su siguiente película contaría con mejor suerte ya que In Memory Of My Father, aunque no tuvo demasiada difusión en su momento, recibió premios en festivales. Es la historia de un padre moribundo que reúne a su familia y espera que su muerte sea capturada por la cámara de video. Keesler interpreta a Matt, uno de sus hijos (vuelve a coprotagonizar junto a Christopher Jaymes), siendo esta vez además, productor ejecutivo del film. Está aún a la espera de una fecha definitiva para su lanzamiento en DVD.
En 2006 los temas policiales y sangrientos dominaron la temática de las producciones en las que trabajó. En Art School Confidential compartió cartel junto a John Malkovich y Anjelica Huston, entre otros. Aquí interpretaría a un estudiante de arte que llama la atención por no parecer encajar con el resto de la clase, en una escuela en la que extraños asesinatos se han dado últimamente. En The Thirst pasaría de adicto a las drogas a un vampiro adicto a la sangre, y en el episodio Family de la serie de unitarios de terror Masters Of Horror sería un médico que junto a su esposa intentaría reconstruir su vida en un nuevo barrio, pero tiene como vecino a un asesino que recolecta víctimas para su "familia" de esqueletos.
En la serie Ghost Whisperer protagonizaría en el capítulo Dead Man's Ridge la historia de un fantasma que no es tal y que busca ayuda. En Law & Order: Criminal Intent, en el capítulo Blasters, se vería relacionado con la mafia albanesa y en Numb3rs, en el capítulo Brutus, interpreta a un agente del gobierno.
Sus trabajos de 2007 se hallan en posproducción.